# Omicidio di Yara Gambirasio
L'omicidio di Yara Gambirasio è un caso di cronaca nera che ha visto vittima la tredicenne Yara Gambirasio, scomparsa il 26 novembre 2010 e ritrovata assassinata il 26 febbraio 2011.
Il caso ha assunto una grande rilevanza mediatica, oltre che per la giovane età della vittima, anche per l'efferatezza del crimine e per diversi avvenimenti verificatisi nel corso delle indagini, come l'arresto e il successivo proscioglimento di un primo sospettato, le circostanze del ritrovamento del corpo e, soprattutto, l'estesa indagine condotta sulla popolazione locale effettuando il test del DNA a 25 700 persone, che ha consentito di individuare l'assassino.
Il relativo procedimento giudiziario si è concluso il 12 ottobre 2018 con la condanna definitiva all'ergastolo di Massimo Bossetti, operaio edile di Mapello, il cui movente sarebbe stato un'aggressione sessuale.

## I fatti

### La scomparsa
Venerdì 26 novembre 2010 Yara Gambirasio, nata il 21 maggio 1997 e residente a Brembate di Sopra, attorno alle ore 17:30 si reca presso il centro sportivo del suo paese, dove è solita allenarsi in ginnastica ritmica. La circostanza è casuale, in quanto la tredicenne deve consegnare uno stereo alle insegnanti. Lì rimane, secondo varie testimonianze, almeno fino alle ore 18:40 circa, dopodiché se ne perdono le tracce. Le telecamere di sorveglianza del centro sportivo sono tutte fuori uso e non risultano utili nel ricostruire i movimenti della ragazza. Tra le 18:25 e le 18:44, Yara ha uno scambio di messaggi con una sua compagna di ginnastica ritmica che in quel momento non si trova nel centro sportivo. Alle 18:44 il suo telefono cellulare aggancia la cella di Ponte San Pietro in via Adamello, alle 18:49 la cella di Mapello, a tre chilometri da Brembate di Sopra, e alle 18:55 la cella di Brembate di Sopra in via Ruggeri. In seguito il segnale scompare. Il telefonino non verrà mai più ritrovato, a differenza della scheda SIM.

### La pista Mohammed Fikri
Il 5 dicembre 2010, a bordo di una nave diretta a Tangeri, viene fermato Mohammed Fikri, ventiduenne operaio marocchino di un cantiere edile di Mapello dove i cani molecolari sembrano aver rilevato l'ultima traccia di Yara. L'operaio viene indagato per la scomparsa della ragazza a causa di un'intercettazione telefonica in cui parla in arabo, rivelatasi poi priva di valore a causa di una traduzione errata della frase "che Dio mi protegga" in "che Dio mi perdoni". Il giovane risulterà del tutto estraneo alla vicenda e riuscirà a dimostrare che il viaggio in nave che stava compiendo verso il Marocco era stato programmato da tempo. La sua posizione verrà così archiviata e lui otterrà un risarcimento di circa 9 000 euro.

### Il ritrovamento del corpo
Il corpo di Yara viene ritrovato in modo del tutto casuale il 26 febbraio 2011, esattamente tre mesi dopo la scomparsa, da un aeromodellista in un campo aperto a Chignolo d'Isola, circa 10 chilometri a sud-ovest di Brembate di Sopra. La perizia medico-legale sul corpo stabilirà che l'aggressione e il decesso sono avvenuti in quel luogo.
Yara appare completamente vestita, con indosso gli stessi abiti del giorno della sua scomparsa, le scarpe slacciate e un lembo degli slip reciso e lasciato penzolante fuori dai leggings. Sul cadavere vengono rilevati numerosi colpi di un oggetto contundente, tra cui un trauma cranico, una profonda ferita al collo e almeno sei ferite da arma da taglio. Nei mesi seguenti si ipotizza che la morte sia sopraggiunta in un momento successivo all'aggressione, a causa del freddo e dell'indebolimento dovuto alle lesioni, in quanto nessuno dei colpi inferti risulta potenzialmente fatale. Sul corpo non vi sono segni di violenza carnale.
Il 28 maggio si svolge il funerale nel centro sportivo dove Yara si allenava, seguito da migliaia di persone e celebrato dal vescovo di Bergamo Francesco Beschi. Durante la cerimonia funebre viene anche letto un messaggio del Presidente della Repubblica Italiana.

### "Ignoto 1" e l'arresto di Massimo Bossetti
Il 16 giugno 2014 viene arrestato Massimo Giuseppe Bossetti, 44 anni, muratore di Mapello incensurato, il cui DNA nucleare è risultato sovrapponibile con quello dell'uomo definito "Ignoto 1", rilevato sul lembo tagliato degli slip di Yara e sui leggings, ritenuto dall'accusa l'unico riconducibile all'assassino. A dare l'annuncio dell'arresto, con un controverso messaggio su Twitter, è il ministro dell'Interno Angelino Alfano, fatto che suscita reazioni di disapprovazione da parte della Procura di Bergamo.
A Bossetti si arriva attraverso un lungo percorso, prelevando campioni a tappeto di tutti gli uomini abitanti in quella zona. Per uno di questi, frequentatore di una discoteca vicina al luogo del ritrovamento del corpo (i cui clienti abituali sono pure sottoposti ad indagine screening), si scopre che l'aplotipo del cromosoma Y è molto simile a quello del DNA di "Ignoto 1". Da tale dato, tramite l'esame di vari soggetti della cerchia familiare, si accerta che il profilo di quel ramo genetico che  risulta più strettamente correlato a quello rinvenuto sulla vittima appartiene a Giuseppe Guerinoni, autista di autobus di Gorno deceduto nel 1999, identificato come il padre di "Ignoto 1" e di cui è  sconosciuta l'esistenza di un figlio naturale. Con l'aiuto della confidenza di un collega di Guerinoni riguardante una relazione affettiva dell'autista risalente a molti anni addietro, cercando l'allele 26 presente nel profilo nucleare di "Ignoto 1", una variante infrequente nella popolazione locale, ereditata sicuramente dalla madre in quanto non presente nel DNA di Guerinoni, si arriva ad Ester Arzuffi, la donna il cui DNA nucleare corrisponde alla metà materna del profilo di "Ignoto 1".
In un finto controllo stradale, mediante l'etilometro viene prelevato il DNA a Massimo Bossetti, l'unico dei due figli maschi della Arzuffi che vive nella zona, e viene verificata la corrispondenza del suo DNA nucleare con quello rinvenuto sulla vittima. La pubblica accusa, con la certezza virtuale propria della prova genetica, identifica Bossetti come "Ignoto 1". Altro elemento portato dall'accusa è il fatto che le telecamere di sorveglianza della strada della palestra di Yara filmarono diversi transiti del furgone di Bossetti davanti al centro sportivo; inoltre le celle del suo cellulare furono agganciate quella sera in una zona compatibile con la palestra dove si trovava Yara e infine, come confessò successivamente lo stesso Bossetti, fornì anche un alibi falso.
La difesa contesta la prova genetica per la mancanza di DNA mitocondriale di Bossetti nella traccia genetica rinvenuta ed esaminata. Inoltre, un DNA mitocondriale minoritario presente nel campione 31-G20, non appartenente né alla vittima né a Bossetti, è riferibile, secondo la difesa, a un altro individuo. La procura sostiene che tale traccia genetica potrebbe essere eteroplasmia di Yara, e alcuni genetisti dell'accusa affermano trattarsi di una sequenza parziale con un tracciato elettroforetico non univocamente interpretabile, sostenendo, comunque, la validità del test anche se relativo al solo DNA nucleare. Bossetti si dichiara fin da subito innocente e sostiene il trasferimento accidentale di DNA da alcuni attrezzi che gli sarebbero stati rubati, sporchi del suo sangue a causa di epistassi, di cui soffrirebbe regolarmente. La moglie di Bossetti afferma che il marito era con lei a casa la sera della scomparsa di Yara, mentre la sorella gemella denuncia misteriose aggressioni, accuse che per la procura sono infondate.

## Il processo
Il 26 febbraio 2015 la Procura della Repubblica di Bergamo chiude ufficialmente le indagini, indicando Massimo Giuseppe Bossetti come unico imputato e chiedendone il rinvio a giudizio. La difesa ne chiede invece la scarcerazione, valutando poi l'opportunità del rito abbreviato, sostenendo che il DNA mitocondriale minoritario apparterrebbe ad un altro individuo, definito dagli avvocati "Ignoto 2". Inoltre, sostenuta dal criminologo Alessandro Meluzzi, consulente di parte, la difesa contesta il processo di identificazione di Bossetti con Ignoto 1 in quanto il DNA sarebbe contaminato, e chiede anche un'indagine sugli intestatari dei numeri di telefono presenti nella rubrica del cellulare di Yara, molti dei quali sono stati sentiti dagli investigatori.
Gli avvocati contestano anche la presunta non ripetibilità del test del DNA, effettuato senza la presenza della difesa; tuttavia, nel momento della determinazione del profilo genetico di Ignoto 1, Bossetti era completamente incensurato e quindi non era né noto alle forze dell'ordine né tanto meno indagato. Il 27 aprile 2015 si apre con l'udienza preliminare davanti al GUP del tribunale di Bergamo il processo di primo grado, con l'accusa di omicidio volontario aggravato e calunnia nei confronti di un collega. Il GUP decide l'apertura del processo davanti alla Corte d'assise per il 3 luglio 2015. La difesa di Bossetti convoca ben 711 testimoni, sostenendo che Yara sia rimasta vittima di bullismo o collegando il fatto ad altri delitti avvenuti nella stessa zona.
Il 1º luglio 2016 la Corte d'assise di Bergamo condanna Massimo Giuseppe Bossetti all'ergastolo per l'omicidio e lo assolve dall'accusa di calunnia. La Corte riconosce inoltre l'aggravante della crudeltà e revoca a Bossetti la responsabilità genitoriale sui suoi tre figli; non viene invece accolta la richiesta del Pubblico Ministero, che aveva chiesto per l'imputato anche l'isolamento diurno per sei mesi. La Corte dispone i risarcimenti per ciascun genitore e per ogni fratello di Yara e per gli avvocati.
Il processo d'appello incomincia il 30 giugno 2017. La difesa esibisce come nuova prova una foto satellitare, sostenendo che il corpo della vittima sarebbe stato spostato e il DNA depositato molto dopo il delitto, cosa negata dalla procura e dalla sentenza di primo grado. Il 17 luglio 2017 la Corte d'assise d'appello di Brescia conferma la sentenza del primo grado di giudizio, giudicando Bossetti colpevole e condannandolo all'ergastolo. Il 12 ottobre 2018 la Corte suprema di cassazione conferma la condanna all'ergastolo di Bossetti.
In tutti i gradi di giudizio la difesa ha sempre sottolineato che i campioni di DNA furono analizzati senza garanzie per la difesa. I periti difensivi hanno potuto lavorare solo ed esclusivamente su documenti cartacei, nei quali hanno evidenziato quelle che secondo loro sono numerose anomalie. Il 28 settembre 2019 la Corte Europea dei Diritti dell'Uomo rigetta il ricorso contro la condanna all'ergastolo presentato dalla difesa, dichiarandolo inammissibile.

## Movente e dinamica dell'omicidio
Il movente è rimasto ignoto, seppure si ipotizzi un tentativo di violenza sessuale, mentre riguardo alla dinamica è rimasta oscura la modalità di aggancio della vittima, cioè non si sa se Yara sia davvero salita o meno sul furgone di Bossetti e, se così fosse, non è chiaro se l'abbia fatto volontariamente o meno e dove ciò sia accaduto.

## La pista del cantiere
Nel 2013 lo scrittore e giornalista Roberto Saviano, nel suo libro ZeroZeroZero, dichiarò di ritenere possibili alcuni legami tra l'omicidio di Yara, i cantieri edili del bergamasco, la criminalità organizzata ed il traffico di cocaina, affermando che il padre di Yara, il geometra Fulvio Gambirasio, nel 2011 lavorava per la Lopav, un'impresa edile di Ponte San Pietro che all'epoca era amministrata da Patrizio Locatelli, figlio di Pasquale Claudio Locatelli, imprenditore considerato coinvolto nel narcotraffico. Secondo Saviano, Fulvio Gambirasio era stato testimone in un processo contro la famiglia Locatelli e l'omicidio della figlia sarebbe stato una ritorsione malavitosa. Questa circostanza fu in seguito smentita, in quanto Gambirasio, interrogato dal pubblico ministero Maria Cristina Rota, dichiarò di non aver mai testimoniato contro Locatelli; per questo motivo Saviano venne accusato di diffamazione nei confronti di Gambirasio e Locatelli, accusa poi archiviata. Nel 2016, tuttavia, Saviano tornò sulla questione, affermando di ritenere inquietante che non si fosse indagato in quella direzione, visto che la Lopav aveva un appalto proprio nel cantiere di Mapello in cui i tre cani molecolari usati nelle indagini avevano condotto gli investigatori.

## Eventi successivi
Nell'ottobre 2019 Massimo Bossetti spedisce una lettera indirizzata a Vittorio Feltri, direttore di Libero, in cui accusa di esser stato preso di mira e aver subìto pressioni, dichiarandosi innocente e chiedendo sostegno. In seguito ad altri interventi del collegio difensivo di Bossetti sulla validità del test genetico, anche il noto avvocato Carlo Taormina presenta come privato cittadino (non essendo uno dei legali del muratore) un'istanza di riesame del DNA alla procura al fine di ottenere la revisione del processo. Il 29 novembre 2019 la Corte d'assise di Bergamo autorizza la difesa di Massimo Bossetti a riesaminare i reperti, tra cui gli indumenti della vittima e le tracce di DNA conservate presso l'ospedale San Raffaele di Milano.
Il 3 giugno 2021 tutte le istanze presentate dagli avvocati di Massimo Bossetti vengono rigettate dalla Corte d'assise di Bergamo: la difesa chiedeva di poter rianalizzare i reperti delle indagini, confiscati dopo la sentenza definitiva, al fine di una possibile revisione del processo. L'interesse, in particolare, verteva sui campioni di DNA, anche se a dibattimento era emerso che la traccia decisiva, quella da cui fu estratto il DNA di "Ignoto 1", non è più utilizzabile in quanto definitivamente esaurita. I difensori non potranno nemmeno effettuare la ricognizione di altri reperti.
Nel dicembre del 2022 il PM Letizia Ruggeri è indagata dal GIP di Venezia per frode processuale o depistaggio in relazione allo spostamento di 54 provette contenenti traccia biologica mista della vittima e di Bossetti dal frigorifero dell'ospedale San Raffaele di Milano all'ufficio Corpi di reato del tribunale di Bergamo. Il trasferimento, durato 12 giorni con riscaldamento dei campioni che venivano tenuti a -80 °C, secondo i difensori di Bossetti avrebbe alterato il DNA rendendo impossibile ogni tentativo di ulteriori analisi.
Il 19 maggio 2023 la prima sezione della Cassazione accoglie il ricorso della difesa di Massimo Bossetti con rinvio per un nuovo esame davanti alla Corte d'assise di Bergamo, annullando l'ordinanza del 21 novembre 2022 della medesima Corte che in sede di esecuzione aveva negato alla difesa di Bossetti il diritto di accedere ai reperti confiscati ai fini dello svolgimento di indagini difensive, in vista dell'eventuale revisione del processo. A novembre 2023, gli avvocati del muratore fanno ricorso per poter ottenere il permesso ad analizzare tutti i reperti e non solo "visionarli". I due fanno riferimento al provvedimento del 2019 che dava spazio ad ogni tipo di analisi e approfondimento.
Il 16 febbraio 2024 la Cassazione dichiara inammissibile l'analisi dei reperti.
Il 13 maggio 2024, la Cassazione respinge la richiesta di nuove analisi delle prove permettendo comunque alla difesa solo di poterle visionare.
Il 18 settembre 2024, il GIP di Venezia archivia la posizione di Letizia Ruggeri, indagata per frode processuale e depistaggio dopo la denuncia di Massimo Bossetti in merito alla cattiva conservazione di alcuni reperti.

## Influenza culturale

### Libri
- Carrisi, Ferrarella, Imarisio, Olimpio, Ribaudo, Sarzanini, Yara – il Dna e altre verità, Rizzoli Corriere della Sera, 2014
- Salvo Bella, Yara, orrori e depistaggi, Gruppo Edicom, 2014
- Pino Nazio,  Enigma Yara : Bossetti e l'accusa che viene dal passato, Roma, Sovera, 2017, SBN LO11674246.
- Arles Calabrò, Ecco le prove di come hanno incastrato Massimo Giuseppe Bossetti, Lulu.com, 2017
- Tommaso Accomanno, Social crime. Yara Gambirasio e Massimo Bossetti nei gruppi di Facebook, Gruppo Edicom, 2018
- Carlo Infanti, In nome del popolo italiano. Massimo Giuseppe Bossetti accusato dell'omicidio di Yara Gambirasio, Cavinato, 2018
- Anna Vagli, Al di là di ogni ragionevole dubbio, SwipeNFT, 2022
- Roberta Bruzzone, Laura Marinaro, Yara: autopsia di un'indagine, Mursia, 2023
- Giuseppe Genna, Yara. Il true crime, Bompiani, 2023
- Federico Liguori, Yara Gambirasio. Un caso irrisolto, Giraldi Editore, 2024

### Film/Serie TV
- Caccia all'assassino, ep. 17x8 di Law & Order - Unità vittime speciali (2015), ha preso ispirazione dal caso di omicidio di Yara[53]
- Ignoto 1: Yara, DNA di un'indagine (2017)
- Yara, regia di Marco Tullio Giordana (2021)
- Sulle tracce dell'assassino: il caso Yara (2022)
- Il caso Yara - Oltre ogni ragionevole dubbio, regia di Gianluca Neri (2024)